# B-57 (航空機)
マーティン B-57 キャンベラ
静岡上空を飛行するB-57C-MA
53-3836号機(1957年撮影)
- 用途：爆撃機、偵察機、電子戦機、研究用航空機
- 分類：戦術爆撃機
- 設計者：（ウィリアム・エドワード・ウィロゥビー・ペター）
- 製造者：グレン・L・マーティン社
- 運用者

  -  アメリカ空軍
  - アメリカ航空宇宙局（NASA）
  -  パキスタン空軍
  -  中華民国空軍
- 初飛行：1953年7月20日[1]
- 生産数：403機
- 運用開始：1954年
- 退役

  - 1983年（アメリカ空軍）
  - 1985年（パキスタン空軍）
- 運用状況：現役（研究機として）[2]
- ユニットコスト：126万米ドル[3]
- 原型機：キャンベラ B.2

マーティン B-57 キャンベラ（Martin B-57 Canberra）は、アメリカのマーティン社が製造し、主にアメリカ空軍で運用された戦術爆撃機。
当初から水平爆撃を行う目的でアメリカ空軍に運用された最初のジェット爆撃機。ベトナム戦争中に広範囲で使用された。
現在はWB-57Fとして研究機に改造された3機がNASAによる高高度研究プログラムにおいて運用されている。

## 概要
もとはイギリスのイングリッシュ・エレクトリック社が開発したキャンベラ軽爆撃機のB.2型で、速度性能や高高度性能、低空での操作性を評価されてライセンス契約が結ばれ、マーティン社での生産に至った。
初期型はB.2型と同じであったが、のちにマーティン社によって独自改良が行われ、アメリカ製の部品が使用されるようになった。この改良で高高度偵察機型や電子戦機型もうまれた。

## 生産の経緯

### 要求と選考
1950年に朝鮮戦争が勃発すると、アメリカ空軍は全天候型阻止攻撃機の必要性を認識した。阻止攻撃機としては、レシプロエンジンを動力とするB-26が戦争初期の数カ月間運用されていたが、非常に高い損耗率に悩まされ、攻撃の成功は限られたものとなっていた。このためアメリカ空軍はイギリス政府に対して、新しく開発されたジェットエンジンを動力とする爆撃機、キャンベラの試作機を内密に提供するよう要請した。1950年8月17日、キャンベラの試験がイギリスのバートンウッド空軍基地で行われた。翌月には米国のテストパイロットとエンジニアのチームがイングリッシュ・エレクトリック社ウォートン工場を訪れ、一連の飛行試験と航空機の詳細な技術評価を行った。
1950年9月16日、アメリカ空軍はジェット推進爆撃機の要求を正式に発表した。求められていた航空機は最高速度1,020 km / h（630 mph）、12,190 m（40,000フィート）の上昇限度、および1,850 km（1,150陸マイル）の航続距離という値を合格しなければならなかった。さらには全天候で運用するための機能や偵察任務用の装備も視野に入れる必要があった。これに対し、アメリカ国内ではマーティン社のXB-51、ノースアメリカン社のB-45 トーネードと同社製で海軍に採用されているAJ サヴェージが候補にあげられた。選考の迅速化のため、数値の達成は国内機で選考し、その後追加任務も含め外国産の機体と選考することとなった。外国産の機体にはアヴロ・エアクラフト・カナダ社製のCF-100 カナックと、まだイギリス空軍で運用が開始されていないイングリッシュ・エレクトリック社製のキャンベラが含まれていた。航空作家のビル・ガンストンとピーター・ギルクリストは、「この最初の選考では、アメリカ人はキャンベラが要求に対して理想的だと確信しているようだが、上院を満足させるために全ての有望な候補者を競争させるための評価が行われた」と述べている。
選考の一環として、5種の航空機すべてに一連の飛行試験が課され、その性能が判定された。1951年2月21日、ローランド・ビーモントによってキャンベラB.2 WD932号機が大西洋を横断飛行し、米国に到着して選考会に参加した。この飛行により、WD932号機は大西洋の横断を無着陸無給油で飛行した初のジェット機となった。2月26日には試験飛行がメリーランド州プリンスジョージ郡のアンドリュース飛行場で行われた。各航空機は10分の飛行で一連の操作を実行し、競合他社に対する機敏性と能力を直接実証した。ガンストンとギルクリストによれば、キャンベラは競合する航空機のどれよりもはるかに優れていることが証明され、その能力は選考会の終わりまで疑いの余地がなかった。

### 生産契約
キャンベラは外国製の航空機のため、競合する国内開発機に対する生産の手配があることを考えると、緊急の必要性と性能の面での優位性を比較すると政治的な補助が保証されるものではなかった。また、イングリッシュ・エレクトリック社がアメリカ空軍の要求に対応するためには生産の可用性についての疑問や、スペア部品の継続的なサポートに関する疑問もあった。1951年3月、これらの質問の多くに対して回答があった。生産ラインがイギリス空軍の注文と他の輸出顧客からの注文に対してすでに対応が完了したため、イングリッシュ・エレクトリック社はアメリカ空軍の後押しによりマーティン社と話し合いを始めた。ガンストンとギルクリストによれば、キャンベラ計画の国産化は、プロジェクトに対する政治的反対意見の多くを却下する理由として効果があった。
3月23日、アメリカ空軍はマーティンに対し、B-57Aという名称でキャンベラ250機を製造する契約を発行した。マーティンは生産機について、社内で272という名称をつけた。4月3日、イングリッシュ・エレクトリック社とマーティン社は、キャンベラの正式なライセンス契約に署名した。
8月、2機目のイギリス製キャンベラ（WD940）が米国に飛行され、マーティン社の試験機としてさまざまな試験を実施し、機体の改修などによる性能の変化を検証した。1951年12月21日、イギリスから渡米してきた1機目のWD932号機が事故で失われた。これは、不適切な燃料配置が原因で尾翼が操縦中に設計限界を超えたことが原因であることが後に判明したが、墜落により選考会の継続が危ぶまれ、反キャンベラの政治勢力による反対活動が活発化した。

## 生産
イギリスより飛行してきた機体の墜落と、それに伴う政治的圧力によってマーティン社は設計変更を余儀なくされたが、最初の75機は当初の設計で製造された。
B-57Aキャンベラは配備を迅速に進めなければならず、製造の初期段階では最小限の変更にとどめられた。したがって最初に製造されたB-57Aは、キャンベラB.2とほぼ同じであった。そのため、ライト航空開発センター（WADC）から30を超える変更の要求が出されたが、計画の予定が狂うことまたは費用がかかることを理由として拒否された。だが、イギリス製のキャンベラで採用されたエイヴォンエンジンではなく、32kn（7,200 lbf）の推力を発するサファイアエンジンのライト社生産版であるJ65を搭載することにした点が唯一の変更点である。このエンジンの変更は、暑い気候での作戦に重点を置き、イギリス空軍の作戦よりもわずかに高い最大総重量で飛行させることを意図して、アメリカ空軍によって決められたものだった。
その他のいくつかの小さな違いは、初期のアメリカ製とイギリス製の機体間にもみられた。アメリカ製のものは、キャノピーと胴体の窓がわずかに変更され、乗員が3人から2人へ減らされ、翼端燃料タンクを採用、エンジンナセルが冷却スクープを追加して改造されたといった変更のほか、従来の「クラムシェル」（蝶番）式ではなくXB-51用に開発された回転式爆弾倉扉が採用されていた。これらの変更の結果、アメリカ製キャンベラはより多くの燃料を運ぶことができるよう、爆弾倉がイギリス製のものよりわずかに小さくなった。ただし、キャンベラの全体的な外形は同じである。
1953年7月初旬、米国で第1号量産機である52-1418号機がアメリカ空軍に発売された。これは7月20日に初飛行を行った。 1ヶ月後にこの機体は空軍に納入されたが、その時点で韓国では攻撃の中止が決定されていた。これは製造された8つのB-57Aキャンベラの1つであった。生産途中の残りの67機は爆撃機として不要と見なされたため、すべての基本的なキャンベラの機能を保持しながらも中型偵察機として機能するように生産ラインで改修され、それに応じてRB-57Aキャンベラの名称が与えられた。

### 改良
削減されたB-57Aの代わりに、より洗練された爆撃機型であるB-57Bが開発された。開発期間を長く取れるようになったため、WADCが推奨した構造とシステムの変更が組み込まれ、B-57Aよりも航空機の性能が良くなった。最も顕著な外見上の変化は、前面風防の平面ガラス化と、操縦席を戦闘機に似た直列（タンデム）配置に変更したことであった。これはパイロットとナビゲーターに良好な視界を提供しただけでなく、機銃照準器を装備することを可能にした。またB-57Aにあった、ガラス張りの爆撃用機首は、並列座席用の操縦席への右側からの乗り口とともに廃された。
B-57Bはさらにいくつかの点で設計が変更された。武装に関しては、爆弾やロケットを搭載可能な合計4つのハードポイントが、エンジン外側の翼パネルに取り付けられた。B-57Bはまた、機銃掃射のための銃器を備えていた。最初に生産された90機には、翼内に0.5０口径（12.7 mm）のブローニング機関銃が8門搭載された。後の機体では、これらは20mmのM39砲を4門という配置に置き換えられた。爆弾倉の扉は再設計され、攻撃速度の向上と地上での再出撃時間の短縮をもたらした。
さらに、翼に取り付けられた既存の「フィンガー」タイプのブレーキに加え、油圧作動式で三角形のエアブレーキが胴体後部に取り付けられた。これによりパイロットは機体を制御しやすくなり、低高度爆撃の精度を向上させた。B-57Bには、目標への誘導のためのAPW-11爆撃レーダーガイダンスシステムと、APS-54レーダー警報装置が装備されていた。また、エンジンには新しいカートリッジ始動システムが装備されており、エンジン始動車が不要となった。
B-57A型とB-57B型の間で大幅な設計変更が行われた結果、プログラム全体に遅延が生じ、固定価格契約にかなりの追加費用が発生した。ガンストンとギルクリストは、プログラムへの影響について、「これは明らかにマーティン社の責任ではなかったが、計画された250機の注文のうち177機が製造完了した後、お金は事実上尽きた」としている。1954年、朝鮮戦争は終結して久しいが、その有用性から100機のB-57B爆撃機、38機のB-57C練習機、20機のRB-57D高高度偵察機がアメリカ空軍より追加発注された。翌年にはさらに68機のB-57E標的曳航機が最終生産型として発注された。
1969年に、ベトナム戦線における夜間阻止航空機の要求に応えて、合計16機のB-57Bキャンベラが、長期にわたる改良計画に基づいて大幅に改修された。これらの航空機は、AN / ANQ-139前方監視レーダー、高感度画像表示装置を含む完全に新しい機首部となり、AN / AAS-26 前方監視赤外線画像装置やレーザー測距/目標指示器も取り付けられ、翼のパイロンはレーザー誘導式のPaveway爆弾に対応するように変更された。すべての機銃は重量軽減のため撤去された。1953年から1957年までの生産期間中に、403機のB-57が製造された。

## 運用

### 近接支援・爆撃
B-57Aはアメリカ空軍で運用に適しているとは見なされず、航空機は試験のみに使用された。うち1機は新型の気象レドームを取り付けられ、ハリケーン追跡のために国立気象局で使用された。コックピットの配置と主砲の欠如については近接航空支援を行う上で特に論争の的となった。これは原型のキャンベラがもともと高速高高度爆撃機として設計されたことによるものである。近接航空支援により適したB-57Bは、1954年6月18日に初飛行した。航空機は当初RB-57Aと同じエンジンを用いたため故障に苦しみ、うちいくつかは尾翼アクチュエーターの故障による低空高速飛行時の墜落事故で失われた。このため空軍はB-57Bを夜間攻撃機の任務には不向きだと見なした。こうしてマーティン社はすべての機体に搭載機器のアップグレードを広く行わなければならなかった。改良されつつも、1957年末までにはアメリカ空軍戦術中隊はF-100スーパーセイバーに置き換えられていった。この転換はベトナム戦争が始まるまでには終わらなかった。

### 偵察・電子戦
アメリカ空軍はB-57Aを運用に不適としたが、RB-57Aは幾度か使用された。1953年10月に初飛行したRB-57Aは、1954年7月までにショー空軍基地の第363戦術偵察航空団に配備された。ほかにはドイツやフランス、日本の米空軍飛行隊にも配備された。しかし、運用への準備は不十分であり、RB-57Aはエンジンに関する問題のために生産が大幅に遅延していた。エンジン生産元のライト社は本業を自動車製造とするビューイック社にJ65エンジンの下請け生産をしていたが、配送が遅くなってしまっていた。また、エンジンオイルがブリードエアシステム内に侵入し、煙がコックピットに充満する傾向があった。ライト社が1954年にエンジン生産を引き継ぐと、この問題は改善された。RB-57Aは片肺飛行時の操縦特性が悪いこと等による高い事故率に悩まされていた。これにより、配備機の全体が1955年の大半を飛行せずに費やす結果となった。1958年までに、すべてのRB-57AはRB-66BデストロイヤーおよびRF-101Aヴードゥーに交替された。空軍州兵部隊は1971年まで米国の空中写真撮影の目的でRB-57Aを広範囲に使用した。
アメリカで交替された多くのRB-57Aが、西ドイツのヴィースバーデン飛行場を拠点とする第7499支援航空群によって、ヨーロッパ上空の「ハートスロブ」偵察作戦で使用された。マーティン社の製造ラインから10機の航空機が移動され、1955年8月にWADCとマーティン社によって改造が行われた。昼間の写真撮影に不可欠ではない機器や爆弾倉扉が取り除かれ、爆弾装扉のあった所は外板で覆われた。システムオペレーター/ナビゲーターの座席が削除され、光学照準器が機首に取り付けられ、パイロットがナビゲーターの支援なしですべての偵察任務を実行できるようになった。透明なプレキシガラス製のノーズコーンは、不透明なグラスファイバー製のノーズコーンへ変えられたが、光学照準器用に小さなガラス窓が開けられた。J65-BW-5エンジンは高推力のJ65-W-7に置き換えられた。この改造を施された航空機はRB-57A-1と呼ばれ、重量がRB-57Aより5665ポンド減った。中華民国空軍には、2機のRB-57A-1が中国上空の偵察任務に使用された。1機は1958年2月18日に人民解放軍空軍のMiG-17に撃墜され、パイロットが死亡した。1959年には2機のRB-57DがA型を更新するため納入されたが、D型も1機がSA-2ガイドラインミサイルによって中国上空で撃墜され、地対空ミサイル運用以来の初戦果となってしまった。他2機のRB-57Aは、次世代ジェット旅客機の高高度航路を計画するために連邦航空局が使用した。
1959年から、マーティン社は引退したRB-57Aの爆弾倉に電子妨害（ECM）装置を組み込み、EB-57Aとして再設計していた。EB-57Aは電子戦における友軍の防空能力を訓練することを目的として、防衛システム評価飛行隊とともに配備された。後に開発された爆撃機型もこの任務のために改造された。EB-57Aは現役の空軍部隊によって運用されていたが、最終的には空軍州兵のいくつかの部隊に移動された。空軍州兵のEB-57Aは、1980年代になって、EF-111Aレイヴンに置き換えられた。
戦略航空軍団は1956年から1964年まで20機のRB-57D航空機を使用したが、その運用についてはほとんど知られていない。航空機は老朽化により、U-2とSR-71に順次交代されて退役した。
長年にわたり、2機のWB-57F（NASA 926とNASA 928）が高高度大気調査のためにNASAによって運用されている。この2機は、高高度を飛行して戦場のさまざまな通信機器と他の航空機とを繋ぐ通信中継器として使用するためにアフガニスタンに交互に派遣され、戦場空中通信ノードシステム（BACN）と呼ばれた。2011年、任務の遂行には3機目が必要だと判断され、40年以上デイヴィス＝モンサン空軍基地で保管されていたWB-57が、登録されていた第309航空宇宙整備・再生航空群（AMARG）から削除されNASA 927として2013年8月に飛行状態に復帰した。

### ベトナム戦争での運用

#### パトリシア・リン計画
B-57は当初から爆撃機として開発されたため、空中戦が行われる空域近くには配備されなかったが、南ベトナムに配備された最初のB-57数機は偵察を目的として、空中戦の起こりうる空域あたりで運用された。南ベトナムはさらに追加の偵察機で特に夜間運用が可能なものを必要としたため、1963年4月15日に2機のRB-57Eが配備された。アメリカ空軍はジェネラル・ダイナミクス社に命じ、2機のB-57E（55-4243、55–4245）を全天候高高度戦略偵察機に改造する計画を進めた。この2機は赤外線領域の撮影にリコノファクスMk.IVカメラ（Reconofax VI）を使用した。ジェネラル・ダイナミクス社が選定されたのは、RB-57DおよびRB-57Fプロジェクトでキャンベラを改造し、B-57を高高度偵察機に変えたことがあったためであった。B-57Eの機首部は、U-2で使用されているKA-1 36インチ前方斜め下方カメラと低パノラマのKA-56カメラを収容するように変更された。特別に再設計された爆弾倉扉の内側には、KA-1垂直カメラ、K-477分割撮影型昼夜兼用垂直カメラ、赤外線スキャナー、およびKA-1左舷斜め下方カメラが取り付けられた。この改造を受けた2機はRB-57Eに再指定された。
第2航空部隊は戦術情報を躍起となって求めた。RB-57Eが前線に到着すると、パイロットはすぐ部隊に戦闘員として割り当てられ、部隊情報局の将校が偵察飛行を行う際の任務について説明を受けた。最初の任務は1963年5月7日に行われたもので、第33戦術航空群、後に6250戦闘支援航空群、後に460戦術偵察航空団で構成された極秘部隊、通称をパトリシア・リン飛行隊とする第1分遣隊によって、タンソンニャット空軍基地から飛行された。分遣隊はベトコンの本拠地や工場、保管所と訓練場を特定するために夜間の偵察任務に運用した。この偵察により、思わぬ発見がもたらされた。夜間撮影された画像には、昼間に偵察したRF-101ブードゥーの搭乗員が発見できなかった小さな工場と保管用のダンプなど、本拠地と訓練場が写っていた。1963年当時に配備されていたRF-101は、非常に低く飛ばなければ偵察できず、1回の飛行時にカメラで数キロしか撮影できなかった。これに対しRB-57Eは、カンボジアとの国境全体を16,000〜17,000フィートの飛行高度で2.5回分の飛行で撮影でき、撮影結果もより優れたものであった。
それ以来、パトリシア・リンに関わる搭乗員は、南ベトナム、ラオス、カンボジア、北ベトナムの地域を巡り、1971年まで昼夜を問わず任務に出撃した。RB-57Eは、コールサイン「ムーングロウ (Moonglow)」で飛行した。一部の任務は低高度で１つの目標を偵察したが、殆どの任務は4〜6個の特定のターゲットを決めて行われた。夜間は主にメコンデルタと南ベトナム南部の地域の運河や川を偵察した。暗闇では困難であったが運河の上空の飛行を維持することができれば、搭乗員は「リアルタイム」の赤外線画像でサンパンを簡単に発見できた。
1965年4月3日、アメリカはラオスの細長くなった地域と非武装地帯で「スティールタイガー作戦」を開始した。南ベトナムを南へ移動する途中で発見され秘密裏に攻撃を加えられた敵軍において、爆弾の被害調査という任務をRB-57Eは与えられた。これの任務には、ビエンホア空軍基地から運用されているB-57Bと、フレアによる後方撹乱機のC-130ハーキュリーズとチームを組んだ。その後さらに3機が1964年と65年に改造を受け、RB-57Eは5機になった。
5機のうち2機のRB-57Eが戦闘で失われた。最初に失われた55-4243号機は、1965年8月の低高度偵察任務中に小火器による攻撃を受け、胴体から火災が発生して失われた。タンソンニャット空軍基地の近くまで飛行し、乗員は安全に脱出した。2機目は55-4264号機で、1968年10月15日に対空火器によりエンジン火災が発生し、乗員は脱出を余儀なくされた。。
損失を埋めるため、55–4257号機が1968年にチームに加わった。この機体には、航空機が一定の高度で飛行できるように設計された地形追従レーダーが搭載され、理論的にはより優れた偵察写真を撮影できることとなっていた。しかし非常に低い高度（500〜1000フィート）を飛行したため、偵察すべき地域全体の撮影前に赤外線フィルムを使い果たしてしまった。
コンパス・イーグル（Compass Eagle）プログラムのもとにおける1968年の改修で、後部座席にIRスキャナーシステムからの画像を表示する画面が搭載された。この改修で乗員は撮影のたびに基地に戻る必要がなくなり、その間に敵に移動されてしまうことなくリアルタイムで標的への攻撃を要請することができた。
焦点距離12 インチのKA-82カメラと焦点距離24インチのKA-83カメラの設置などを含む、装備の頻繁な変更や追加があった。赤外線視認装置は、サイゴンの南東にあるメコンデルタにおける夜間の水上交通を見つけるのに役立った。
1969年から70年にかけ、パトリシア・リン計画に基づく任務は1969年にバレルロール作戦が行われた、ラオスとカンボジアを含む地域で行われた。計画関連の全作戦は1971年半ばに終了した。B-57を運用した第460戦術偵察航空団は非作戦部隊化され、残った4機は米国に帰還した。
パトリシア・リン計画に用いられたRB-57Eで知られているものは以下の6機である。
- B-57E-MA 55-4243

1963年にRB-57Eに改修。1965年8月5日、第1分遣隊と第6250戦闘支援航空団と共に行った戦闘にて対空砲火を浴び、帰投中に発火して墜落した。
- B-57E-MA 55-4245

1963年にRB-57Eに改修。1971年6月にCONUSに返却。WB-57Eに改修。1972年6月15日BM0069としてMASDCへ引退。
- B-57E-MA 55-4237

1964年にRB-57Eに改修。1971年6月にCONUSに返却。WB-57Eに変換。1972年6月28日BM0070としてMASDCへ引退。
- B-57E-MA 55-4249

1964年にRB-57Eに改修。1971年6月にCONUSに返却。WB-57Eに変換。1972年6月15日BM0068としてMASDCへ引退。
- B-57E-MA 55-4264

1965年にRB-57Eに改修。1968年10月25日、第1分遣隊と第460戦術偵察航空団と共同で行った戦闘にて、南ベトナムのトゥルクザン南西3マイルの地点で対空砲火を浴びて墜落。二人の乗組員は無事に脱出し救助された。
- B-57E-MA 55-4257

1968年にRB-57Eに改修。地形追従レーダーを装備。1971年にEB-57Eに変換され、ユタ州ヒル空軍基地の第4677防衛システム評価飛行隊へ移動。1979年にMASDCへ引退。
1965年8月の後半に、グリークゴッド（Greek God、ギリシャの神）計画のちマッドキング（Mad King、狂った王）計画が進められ、ベトナム北部の地対空ミサイル基地に関する情報の収集を目的として、RB-57Fがタイのウドーン空軍基地に配備された。12月には、スカイウェーヴ（Sky Wave）計画のもとで同様の目的のため、別のRB-57Fが配備された。どちらの計画も目立った成果は得られず、それぞれ1965年10月と1966年2月に終了した。

## 各型
B-57A

初期生産の爆撃機型。キャンベラ B.2と殆ど同じもの。8機製造。
B-57B

量産された爆撃機型。タンデム配置の複座。翼下に4つのハードポイントをもつ。12.7mm機関銃を8門搭載したが、後に20mm機関砲4門に強化された。202機製造。
B-57C
練習機型。二重操縦装置を搭載。1954年12月30日に初飛行。38機製造。
B-57E
標的曳航機型。C型を基礎とするため、二重操縦装置を搭載。1956年5月16日に初飛行。68機製造。
B-57G
夜間偵察任務と対地攻撃に投入可能な戦術爆撃機型。「トロピック・ムーン III(Tropic Moon III)」計画に基づき、機首にFLIR、低光量テレビ、地形追随レーダーを備えた夜間侵入専用機として、18機がB型から改造された。
RB-57A

写真偵察機型。爆弾倉後方にカメラが設置された。搭載機器には、AN / APS-11Aトランスポンダと誘導指令表示用のAN / APA-90インジケータグループ（左、右、上昇、降下、爆弾投下など）が含まれた。67機製造。
RB-57B
写真偵察機型。空軍州兵向けにB型から改修された。
RB-57C

写真偵察機型。空軍州兵向けにC型から改修された。
RB-57D

高高度戦略偵察機型。より強いJ57-P-9エンジンが搭載され、翼幅が32.31 m（106フィート）に延長された。グループA/B/C/Dの4種類に分けられ、それぞれ偵察用装備などの仕様が異なる。1955年11月3日に初飛行。20機製造。
RB-57E

偵察機型。E型を基にしたもので、当初は空軍州兵向けに写真偵察機として作られたが、のちにベトナム戦争において「パトリシア・リン計画 (Patricia Lynn)」で全天候偵察機として使用された。全天候のものは6機がE型から改造された。
RB-57F

高高度戦略偵察機型。RB-57Dの改良型で、翼幅が37.5 m（122フィート）に延長され、TF33ターボファンエンジンを搭載。後に補助エンジンとしてJ60エンジン2基が主翼下に追加された。23,700mまで上昇できた。1963年6月23日に初飛行。21機製造。
EB-57A

電子攻撃機型。RB-57Aから改造。
EB-57B
電子妨害機型。B型から改造。
EB-57D
電子妨害機型。RB-57Dから改造。
EB-57E
電子攻撃機型。RB-57Eから改造。
WB-57D
アメリカ気象庁により核気象採集試験に転用されたRB-57D。
WB-57F

WB-57Dから改良された気象観測機型。1960年から1971年にかけ、国立海洋大気庁（NOAA）によって運用された。
長期にわたるモスボールを経て、現在では3機のWB-57FがNASAのジョンソン宇宙センター（JSC）において高高度研究プログラムのために運用されている。

## 諸元

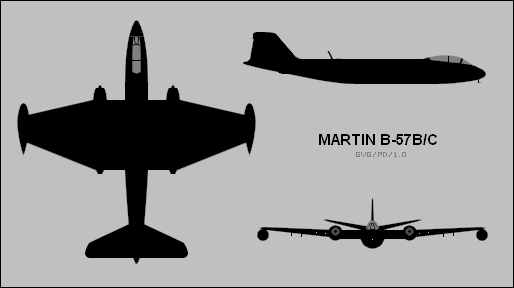
B-57B/C 三面図

クエスト・フォー・パフォーマンス ジェット・ボマーズ
| 制式名称     | B-57B-MA                                                                                         |
| ------------ | ------------------------------------------------------------------------------------------------ |
| 全幅         | 19.5 m                                                                                           |
| 全長         | 20.0 m                                                                                           |
| 全高         | 4.52 m                                                                                           |
| 翼面積       | 89 m2                                                                                            |
| 翼面荷重     | 4.27 kg/m2                                                                                       |
| 自重         | 12,285 kg                                                                                        |
| 総重量       | 18,300 kg                                                                                        |
| 最大離陸重量 | 24,365 kg                                                                                        |
| 発動機       | J65-W-5 ターボジェットエンジン（推力32.1 kN（7,220 lbf）2基                                      |
| 最高速度     | 960 km/h（高度760 m）                                                                            |
| 巡航速度     | 765 km/h                                                                                         |
| 上昇限度     | 13,745 m                                                                                         |
| 上昇率       | 31.4 m/秒                                                                                        |
| 航続距離     | 4,380 km                                                                                         |
| 武装         | M39 20mm機関砲4門（携行弾数各290発）                                                             |
| 爆装         | 爆弾倉に核爆弾を含む2,000 kg搭載可能 外部ハードポイント4基に無誘導ロケットを含む1,300 kg搭載可能 |
| 生産数       | 202機                                                                                            |

## 運用者
パキスタン
- パキスタン空軍 (PAF)
  - 第31爆撃航空団[28]
    - 第7飛行隊 Bandits
    - 第8飛行隊 Haiders

 中華民国
- 中華民国空軍（RCAF）

 アメリカ合衆国
- アメリカ空軍（USAF）

- アメリカ航空宇宙局（NASA）

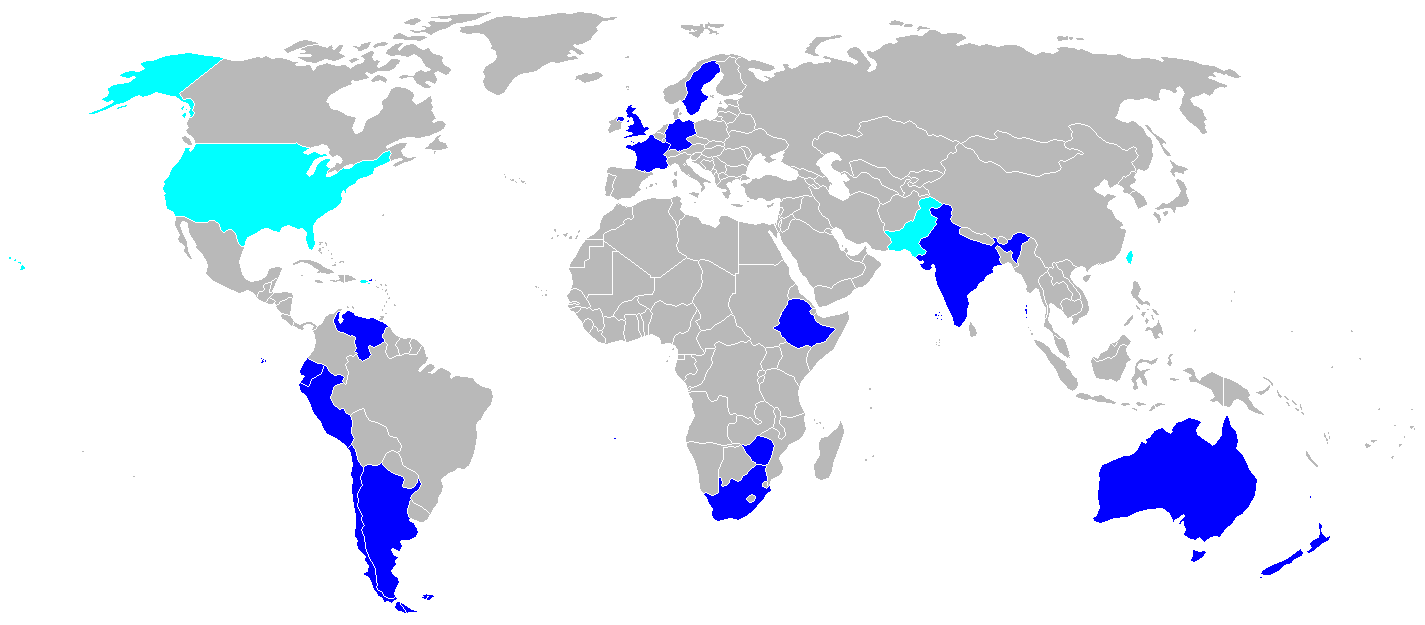
B-57キャンベラの運用者（水色）。青色はイギリス・オーストラリア製のキャンベラ運用者。

- 国立大気研究センター（NCAR）/高高度地図化ミッション社（High Altitude Mapping Missions, Inc,）[29]
- 環境科学事業庁（ESSA）、アメリカ合衆国商務省付属国立ハリケーン調査研究所[30]

## 現存する機体
| 型名                          | 番号                          | 機体写真 | 所在地                    | 所有者                                                            | 公開状況 | 状態     | 備考 |
| ----------------------------- | ----------------------------- | -------- | ------------------------- | ----------------------------------------------------------------- | -------- | -------- | --- |
| RB-57A-MA                     | 52-1426 009                   | 写真     | アメリカ ミシガン州       | ヤンキー航空博物館                                                | 公開     | 保管中   | |
| RB-57A-MA RB-57F-CF WB-57F-CF | 52-1433 63-13302 016          |          | アメリカ アリゾナ州       | デイヴィス＝モンサン空軍基地セレブリティ・ロウ                    | 非公開   | 保管中   | |
| RB-57A-MA                     | 52-1446 029                   |          | アメリカ メリーランド州   | グレン・L・マーティン・メリーランド航空博物館                     | 公開     | 静態展示 | |
| RB-57A-MA                     | 52-1459 042                   | 写真     | アメリカ ニューヨーク州   | ウィングス・オヴ・イーグルス開発センター                          | 公開     | 静態展示 | |
| RB-57A-MA                     | 52-1467 050                   |          | アメリカ メリーランド州   | グレン・L・マーティン・メリーランド航空博物館                     | 公開     | 静態展示 | |
| RB-57A-MA                     | 52-1475 058                   |          | アメリカ ジョージア州     | ミュージアム・オヴ・エイヴィエーション？                          | 非公開   | 保管中？ | 本来は尾翼に「21475」と記すべきところを、誤って「21457」と塗装されている。現在公式サイトに確認できないものの、貸与元のアメリカ空軍博物館には貸出中と記されているため、保管されているのではないかと思われる。 |
| RB-57A-MA                     | 52-1480 063                   | 写真     | アメリカ カンザス州       | 第190空中給油航空団本部                                           | 公開     | 静態展示 | |
| RB-57A-MA                     | 52-1482 065                   |          | アメリカ テキサス州       | アメリカ空軍航空兵遺産博物館                                      | 公開     | 静態展示 | |
| RB-57A-MA                     | 52-1485 068                   |          | アメリカ ミシガン州       | セルフリッジ軍事航空博物館                                        | 公開     | 静態展示 | |
| RB-57A-MA                     | 52-1488 071                   |          | アメリカ コネティカット州 | ニューイングランド航空博物館                                      | 公開     | 静態展示 | |
| RB-57A-MA                     | 52-1492 075                   |          | アメリカ ユタ州           | ヒル航空宇宙博物館                                                | 公開     | 静態展示 | |
| B-57B-MA JB-57B-MA EB-57B-MA  | 52-1499 082                   |          | アメリカ オハイオ州       | 国立アメリカ空軍博物館                                            | 公開     | 静態展示 | |
| B-57B-MA EB-57B-MA            | 52-1500 083                   |          | アメリカ ヴァーモント州   | 第158戦闘航空団本部                                               | 非公開   | 保管中   | |
| B-57B-MA EB-57B-MA WB-57B-MA  | 52-1504 087                   | 写真     | アメリカ テキサス州       | ダイエス線形航空公園                                              | 公開     | 静態展示 | ダイエス空軍基地近くの細長い公園にある。説明は基地に問い合わせると可能。 |
| B-57B-MA EB-57B-MA            | 52-1505 088                   | 写真     | アメリカ モンタナ州       | マームストロム空軍基地博物館・航空公園                            | 公開     | 静態展示 | マームストロム空軍基地内の博物館にある。 |
| B-57B-MA EB-57B-MA WB-57B-MA  | 52-1506 089                   |          | アメリカ アリゾナ州       | デイヴィス＝モンサン空軍基地セレブリティ・ロウ                    | 非公開   | 保管中   | 隣接するピマ航空宇宙博物館が行う、空軍基地内ツアーで見学できる。 |
| B-57B-MA EB-57B-MA            | 52-1509 092                   | 写真     | アメリカ テキサス州       | ラフリン空軍基地                                                  | 公開     | 静態展示 | |
| B-57B-MA EB-57B-MA            | 52-1516 099                   |          | アメリカ フロリダ州       | 空軍兵器博物館                                                    | 公開     | 静態展示 | |
| B-57B-MA EB-57B-MA            | 52-1519 102                   |          | アメリカ カリフォルニア州 | マーチフィールド航空博物館                                        | 公開     | 静態展示 | |
| B-57B-MA EB-57B-MA            | 52-1526 109                   |          | アメリカ カンザス州       | カンザス州兵博物館                                                | 公開     | 静態展示 | |
| B-57B-MA RB-57F-CF WB-57F-CF  | 52-1536 63-13298 119          |          | アメリカ テキサス州       | 国立航空宇宙局                                                    | 公開     | 運用中   | |
| B-57B-MA EB-57B-MA            | 52-1548 131                   |          | アメリカ サウスダコタ州   | サウスダコタ航空宇宙博物館                                        | 公開     | 静態展示 | 旧塗装 |
| B-57B-MA EB-57B-MA            | 52-1551 134                   |          | アメリカ ヴァージニア州   | 国立航空宇宙博物館スティーヴン・F・ウドヴァー＝ヘイジー・センター | 非公開   | 保管中   | |
| B-57B-MA                      | 52-1576 NASA 516 NASA 809 166 |          | アメリカ カリフォルニア州 | 空軍飛行試験博物館                                                | 非公開   | 保管中   | |
| B-57B-MA RB-57F-CF WB-57F-CF  | 52-1583 63-13293 173          | 写真     | アメリカ ジョージア州     | ミュージアム・オヴ・エイヴィエーション                            | 公開     | 静態展示 | |
| B-57B-MA JB-57B-MA GNB-57B-MA | 52-1584 174                   |          | アメリカ ミシガン州       | エア・ズー航空宇宙科学博物館                                      | 公開     | 静態展示 | |
| B-57B-MA RB-57F-CF WB-57F-CF  | 53-3918 63-13295 266          | 写真     | アメリカ テキサス州       | 国立航空宇宙局                                                    | 公開     | 運用中   | 2011年にデイヴィス＝モンサン空軍基地からNASAに移され、2年後に飛行可能状態に復帰した機体。 |
| B-57C-MA RB-57C-MA            | 53-3841 217                   | 写真     | アメリカ アーカンソー州   | リトルロック空軍基地遺産公園                                      | 公開     | 静態展示 | |
| RB-57D-MA RB-57F-CF WB-57F-CF | 53-3974 63-13503 011          |          | アメリカ テキサス州       | 国立航空宇宙局                                                    | 公開     | 運用中   | |
| RB-57D-MA RB-57F-CF WB-57F-CF | 53-3975 63-13501 012          |          | アメリカ アリゾナ州       | ピマ航空宇宙博物館                                                | 公開     | 静態展示 | |
| RB-57D-MA                     | 53-3982 006                   |          | アメリカ オハイオ州       | 国立アメリカ空軍博物館                                            | 公開     | 静態展示 | |
| B-57E-MA JB-57E-MA            | 55-4244 346                   | 写真     | アメリカ ネブラスカ州     | 戦略航空軍団・航空宇宙博物館                                      | 公開     | 静態展示 | |
| B-57E-MA EB-57E-MA            | 55-4253 355                   |          | アメリカ カリフォルニア州 | キャッスル航空博物館                                              | 公開     | 静態展示 | |
| B-57E-MA                      | 55-4274 376                   |          | アメリカ アリゾナ州       | ピマ航空宇宙博物館                                                | 公開     | 静態展示 | |
| B-57E-MA EB-57E-MA            | 55-4279 381                   | 写真     | アメリカ コロラド州       | ピーターソン航空宇宙博物館                                        | 公開     | 静態展示 | |
| B-57E-MA EB-57E-MA            | 55-4293 395                   | 写真     | アメリカ コロラド州       | ロッキー山脈の翼航空宇宙博物館                                    | 公開     | 静態展示 | |